# Berling, Moselle
Berling, Moselle là một xã trong tỉnh Moselle, vùng Grand Est đông bắc nước Pháp.